# Tańczące Eurydyki (album)
Tańczące Eurydyki – debiutancki album studyjny polskiej piosenkarki Anny German.
Wydane zostały dwa single z utworami z albumu. Monofoniczny winylowy LP ukazał się w 1966 nakładem wytwórni Polskie Nagrania „Muza” (XL 0284).

## Lista utworów
1. Tańczące Eurydyki (K. Gärtner – E. Rzemieniecka, A. Wojciechowski)
2. Wróć do Sorrento (E. Curtis – W. Rapacki)
3. Andaluzyjska romanza (R. Sielicki – J. Ficowski)
4. Bal u Posejdona (M. Sart)
5. Wieje wiatr (J. Michotek – A. Skald)
6. Melodia dla synka (M. Sewen – Z. Stawecki)
7. Tango d`amore (D. Modugno – N. Pilchowska)
8. Deszczem, zawieją (W. Piętowski – A. Tylczyński)
9. La mamma (Ch. Aznavour)
10. Jesteś moja miłością (J. Abratowski – A. Tylczyński)
11. Zakwitnę różą	(K. Gärtner – J. Miller)
12. Dziękuję ci moje serce (T. Morakis – J. Jurandot)